# Sideways (personaje de Transformers)
Sideways es un personaje de ficción del universo Transformers.

## Transformers: Robots In Disguise
Sideways apareció en una línea de juguetes basada en la serie de anime Transformers Robots In Disguise en 2002. Se inspiró en Road Rocket, pero era de color amarillo. Su modo alterno es una motocicleta Yamaha GTS 1000A.

## Trilogía de Unicron

### Transformers: Armada
Paul Dobson interpretó a Sideways en Transformers: Armada de 2002 a 2003.
De lado estaba un dios Transformer malvado disfrazado de Unicron. Con este disfraz, se transformó en una motocicleta, con un robot parecido a un Mini-Con actuando como el piloto transformándose en su casco. Inicialmente fingió ser un Autobot, pero luego siguió adelante con su plan poniéndose del lado de los Decepticons, ayudándolos a obtener la Starsword, que adquirió además del Heaven's Shield y el Doomsday Cannon para revivir su verdadero cuerpo, que era escondido dentro de una de las lunas de Cybertron. Cuando los Mini-Cons de las armas se dispararon y el cuerpo de Unicron se apagó, Sideways enfurecido intentó atacar, pero Optimus Prime le disparó con el Doomsday Cannon.

### Transformers: Cybertron
Ted Cole representó al personaje en Transformers: Cybertron de 2005 a 2006.
Sideways era un antiguo habitante del Planeta X que se infiltró en los Autobots y Decepticons. Aparte de él, ninguno de los habitantes del planeta estaba vivo, excepto Soundwave y Laserbeak. Buscan robar el Omega Lock para vengar la destrucción de su hogar en la gente de Gigantion. Sideways había sobrevivido cuando Unicron lo revivió con su poder oscuro. Optimus Prime le había disparado con el Doomsday Cannon, dejándolo dado por muerto. Veinte años después, Sideways surgió cuando los Autobots y Decepticons buscaban las claves de Cyberplanet. Después de conocer a los Autobots, les ofreció su ayuda para distraer a Starscream. Después de disparar a Starscream, de repente cambió de bando como un Decepticon y disparó a los Autobots mientras huía de la escena.
Sideways apareció en la línea de juguetes Cyberton en 2005, donde era una nave espacial Cybertroniana negra y naranja. También incluía la Cyberplanet Key de Planet X, que revelaba las cuchillas ocultas en el escudo de batalla de la figura. La figura también tenía un rostro traslúcido y los característicos cuernos del personaje.

## Película de acción real

### Transformers: la venganza de los caídos
En la película Transformers: Revenge of the Fallen, Sideways, miembro de los Decepticons, es el compañero de crimen de Demolishor en Shanghái, quen se transforma en un automóvil deportivo Audi R8 plata y negro. Luego de ser perseguido por Arcee, Chromia y Elita-1, trató de huir de la escena, pero murió cuando Sideswipe lo partió por la mitad con su segunda espada Cybertranium.

#### Videojuego
Sideways apareció en el videojuego basado en la película. Es un personaje jugable en la campaña de Decepticons, siendo el más pequeño de éstos. Sideways usa un rifle de plasma de precisión y un repetidor de balas de fuego en serie como arma. Como habilidad especial, tiene el nombre de gravitón, que ralentiza al oponente temporalmente.